# Viver i Serrateix
Viver i Serrateix – gmina w Hiszpanii, w prowincji Barcelona, w Katalonii, o powierzchni 66,74 km². W 2011 roku gmina liczyła 178 mieszkańców.